# Encyclopédie de l'espéranto
L'encyclopédie de l'espéranto se réfère à trois différentes tentatives de créer une encyclopédie générale en espéranto. Une version moderne a vu le jour au début du xxie siècle avec Wikipédia en langue espéranto.

## L'encyclopédie de 1913
En 1913, Petro Stojan (eo) proposa une monographie universelle encyclopédique (en espéranto: Universala SLIPA Enciklopedio), qui sera publié de façon continue avec les monographies distinctes pour chaque sujet. Les cinq premières monographies ("L'Encyclopédie et son avenir", "la théorie cinématique en temps voulu", l'hymne « La Espero », "Transcription des noms propres", et "Rassembler", un poème de L. Levenzon) ont été publiés.

## L'encyclopédie de 1917
En 1917, à Petrograd, Vladimír Szmurlo a publié une autre encyclopédie appelé "le fil d'Ariane" (en espéranto: Ariadna fadeno), avec la ferme conviction que cette encyclopédie serait un premier essai d'une Encyclopédie de l'espérantisme; Une graine qui va pousser et devenir un arbre gigantesque sous la forme d'une encyclopédie universelle d'Espéranto. Les premières pages (1-88) ont été imprimés à Riga. En raison de circonstances militaires, (Première Guerre mondiale et Révolution bolchevique), les pages suivantes du livre furent rares, notamment celles après la lettre " E " de cette encyclopédie.

## L'encyclopédie de 1933
L'encyclopédie en espéranto la plus connue et la plus aboutie fut l'Encyclopédie de l'Espéranto, à laquelle collabora bon nombre d'espérantistes, parmi lesquels Kálmán Kalocsay. Terminée en 1933, elle fut publiée par Vilmos Bleier, éditeur de Literatura Mondo (éditions Littérature mondial) à Budapest en 1934. Une réimpression a été publiée en Hongrie par l'Association hongroise de l'espéranto entre 1979 et 1986.